# Orionkullen

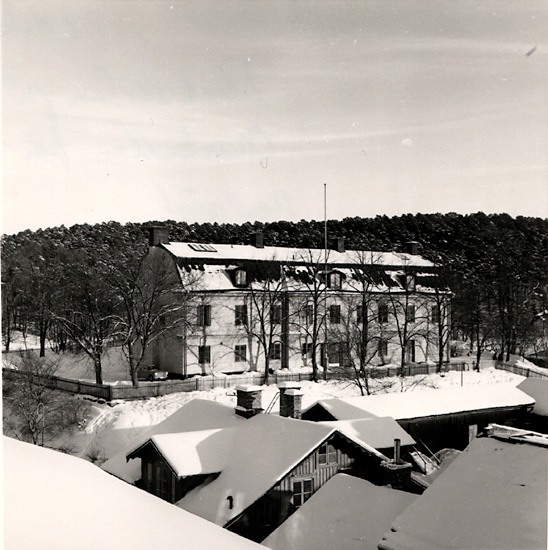
Orionkullen 1963 innan byggnationen av Varuhuset Kringlan

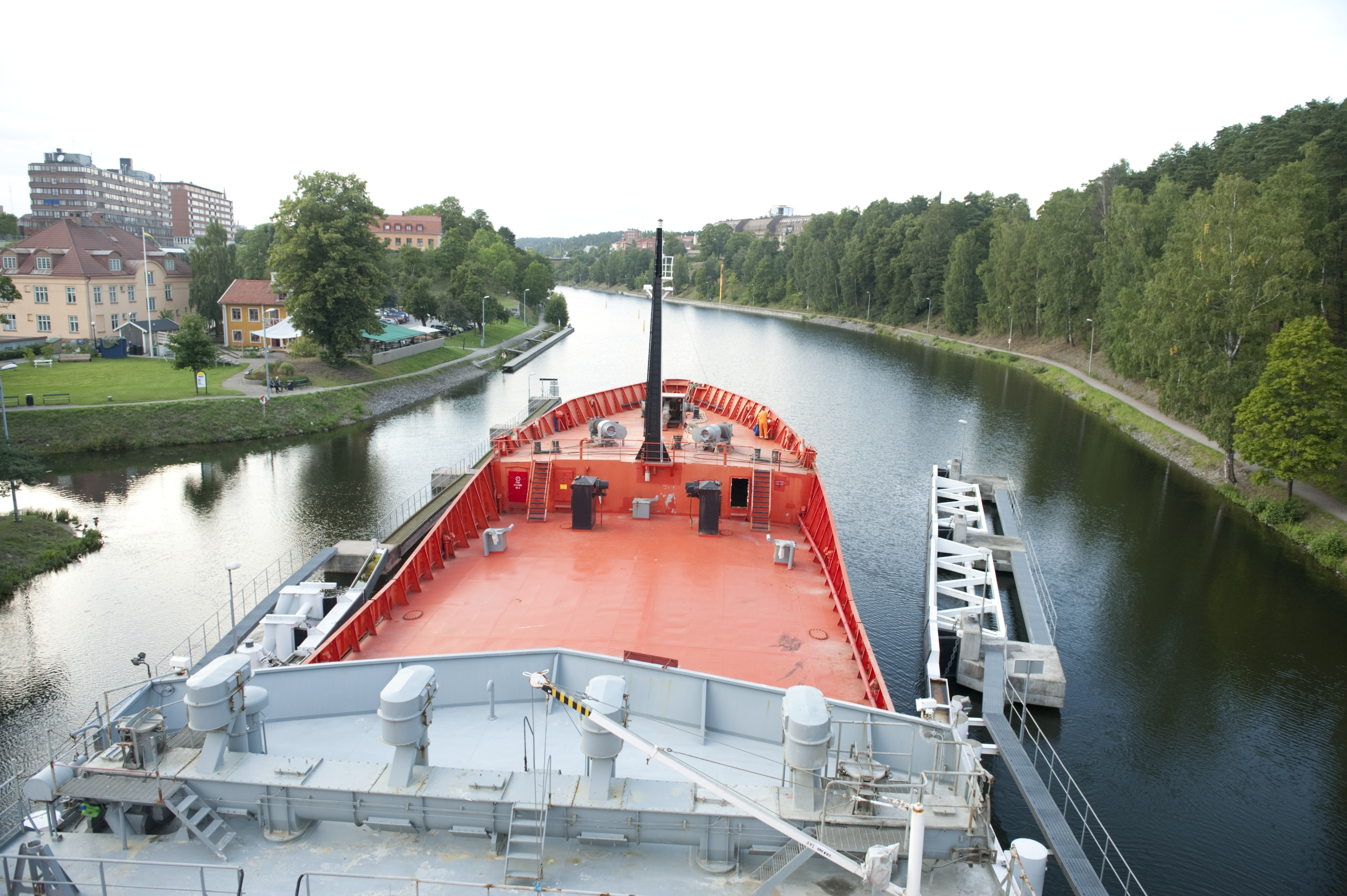
Orionkullen skymtas till vänster om Södertälje kanal, bakom Wendela Hebbes hus

Orionkullen (tidigare även känt som Smedshöjden) är ett berg invid Södertälje kanal i stadskärnan av Södertälje i Södermanland och Stockholms län.

## Historik
På berget ligger en av stadens få bevarade 1700-talsbyggnader i form av det gamla lasarettet, uppfört 1777.
Byggnaden användes som lasarett av Serafimerordensgillet mellan öppnandet 1777 och 1823. Vid tiden var det ett modernt och rymligt lasarett.
Efter att lasarettet lades ner användes det som privatbostad i en tid. Mellan 1823-1830 hyrde Serafimerordensgillet ut byggnaden som privatbostad åt borgmästare August Landegren med familj. 1830-1836 var det privatbostad är borgmästare Johan Jacobi med familj. 1836 köptes byggnaden av slussinspektorn Magnus Cronstrand som flyttade in 1840. Cronstrands änka sålde huset på en konkursauktion 5 mars 1844, med Södertälje stad som köpare.
Efter att staden köpte byggnaden fungerade den som både rådhus och skola fram till 1907, då rådhusrätten flyttade tillbaka till det gamla rådhuset på Stora Torget. 1912 flyttade även skolverksamheten till det nybyggda Läroverket på Erik Dahlbergs väg.
Elementarskolan för flickor flyttade istället in i lokalerna. Byggnaden kallas ibland fortfarande för ”gamla flickskolan”. Våren 1968 gick den sista flickskoleklassen ut och verksamheten lades ned i samband med en skolreform.
Sedan 1976 har byggnaden disponerats av kulturnämnden och använts för kulturell verksamhet såsom kulturskola, konstnärlig verksamhet och av teatergrupper.